# Nátrium-azid
A nátrium-azid  egy kémiai vegyület, a hidrogén-azid nátriumsójának tekinthető. Képlete NaN3. Színtelen por, vízben jól oldódik. Légzsákokban, és ólom-azid előállítására használják.

## Reakciói
Nátrium-azid keletkezik, ha nátrium-amid olvadékba dinitrogén-oxid gázt vezetnek.
{\displaystyle \mathrm {NaNH_{2}\ +\ N_{2}O\ {\xrightarrow {180^{\circ }C}}\ NaN_{3}\ +\ H_{2}O} }
Előállítható nátrium-amid és nátrium-nitrát olvadékából is 175 °C-on. Melléktermékként ammónia és nátrium-hidroxid keletkezik.
{\displaystyle \mathrm {NaNO_{3}+3\ NaNH_{2}\longrightarrow NaN_{3}+3\ NaOH+NH_{3}} }

## Tulajdonságai
275 °C felett nátriumra és nitrogénre bomlik. Laboratóriumban így lehet nagyon tiszta nátriumot előállítani.
{\displaystyle \mathrm {NaN_{3}\ {\xrightarrow {275^{\circ }C}}\ Na+1.5\ N_{2}} }
Savas oldatban hidrogén-azid keletkezik belőle, ami nagyon robbanásveszélyes anyag.
{\displaystyle \mathrm {NaN_{3}\ +\ HCl\ {\xrightarrow {\ }}NaCl\ +\ HN_{3}} }
Az azid ion egy álhalogenid. Sok reakcióban hasonlít a halogenidekre. 

## Felhasználása

### Felhasználás légzsákokban
A nátrium-azidot légzsákokban használják. Ütközéskor ez fújja fel a légzsákot. Az ütközésérzékelő parancsot ad, a nátrium-nitrátból, szilícium-dioxidból és nátrium-azidból álló keverék a hőmérséklet emelkedésével nitrogéngázt fejleszt, ami felfújja a légzsákot, és nátrium-szilikát marad  vissza.

### Felhasználás robbanóanyagok előállítására
A nátrium-azid használható más robbanóanyagok előállítására, például ólom-azid szintézisére. Itt a nátrium-azid oldathoz ólom-nitrát- vagy ólom-acetát-oldatot öntenek, és a leváló csapadékot leszűrik. 
{\displaystyle \mathrm {(CH_{3}COO)_{2}Pb+2\ NaN_{3}\rightarrow Pb(N_{3})_{2}+2CH_{3}COONa} }
{\displaystyle \mathrm {Pb(NO_{3})_{2}+2\ NaN_{3}\rightarrow Pb(N_{3})_{2}+2NaNO_{3}} }

### Szerves kémiában
A szerves kémiában elsősorban aminok és szerves azidok előállítására használható.

## Élettani hatása
A nátrium-azid nagyon mérgező, majdnem annyira, mint a nátrium-cianid, ti. blokkolja a specifikus enzimek működését. Sejtszinten ható, ún. mitochondriális toxin, gátolja az oxidatív foszforilációt.